# Gross Wannenhorn
Gross Wannenhorn (3906 m n. m.) je hora v Bernských Alpách ve Švýcarsku. Nachází se na území obce Fieschertal v kantonu Valais. Leží v hřebeni Walliser Fiescherhörner mezi vrcholy Schönbühlhorn (3854 m) na severozápadě a Klein Wannenhorn (3707 m) na jihovýchodě. Schönbühlhorn je oddělen sedlem Schönbühljoch (3724 m) a Klein Wannenhorn sedlem Wannenhornsattel (3669 m). Z hory vybíhá do různých směrů několik krátkých bočních hřebenů, například Herbriggrat na jihozápad a Triftgrat na východ. Po západních svazích hory stéká ledovec Schönbühlgletscher, po jižních Wannenhorngletscher, po jihovýchodních Triftgletscher a po východních a severovýchodních Fieschergletscher.
Na vrchol hory jako první vystoupili 6. srpna 1864 Gottlieb Studer, Rudolf Lindt, Kaspar Blatter a Peter Sulzer. Dnes lze na vrchol vystoupit od chaty Finsteraarhornhütte (3048 m) přes ledovec Fieschergletscher a východní hřeben (mírně obtížné).